# Ecuación de resistencia
En la dinámica de fluidos, la ecuación de resistencia es una fórmula utilizada para calcular la fuerza de resistencia que experimenta un objeto debido al movimiento a través de un fluido completamente cerrado. La ecuación es:
| Símbolo               | Nombre | Unidad  |
| --------------------- | --- | ------- |
| {\displaystyle F_{D}} | Fuerza de resistencia (componente de fuerza en la dirección de la velocidad del flujo) | N       |
| {\displaystyle \rho } | Densidad del fluido. | kg / m3 |
| {\displaystyle u}     | Velocidad de flujo relativa respecto al objeto | m / s   |
| {\displaystyle C_{D}} | Coeficiente de fricción está relacionado con la geometría del objeto y teniendo en cuenta tanto fricción de la superficie como de la forma. En general {\displaystyle C_{D}} depende del Número de Reynolds. |         |
| {\displaystyle A}     | Área de referencia mostrada por el objeto a la corriente | m2      |

La ecuación se atribuye a Lord Rayleigh, quien originalmente usó L2 en lugar de A,  siendo L una dimensión lineal.
El área de referencia A se define típicamente como el área de la proyección ortográfica del objeto en un plano perpendicular a la dirección del movimientode la corriente. Para los objetos no huecos de forma simple, como una esfera, esto es exactamente lo mismo que un área  sección transversal. Para otros objetos, por ejemplo, un tubo rodante o el cuerpo de un ciclista, "A" puede ser significativamente mayor que el área de cualquier sección transversal a lo largo de cualquier plano perpendicular a la dirección de movimiento. Los  perfiles alares utilizan el cuadrado de la longitud de la  cuerda como área de referencia; dado que las cuerdas de los perfiles aéreos suelen definirse con una longitud de 1, el área de referencia también es 1. Las aeronaves utilizan el área del ala, o el área de la pala del rotor, como área de referencia, lo que facilita la comparación con la sustentación. Los dirigibles y cuerpos de revolución utilizan el coeficiente volumétrico de resistencia, en el que el área de referencia es el cuadrado de la raíz cúbica del volumen del dirigible. A veces se dan diferentes áreas de referencia para el mismo objeto, en cuyo caso debe darse un coeficiente de resistencia correspondiente a cada una de estas diferentes áreas.
Para cuerpos de ángulo agudo, como cilindros cuadrados y placas mantenidas transversalmente a la dirección del flujo, esta ecuación es aplicable con el coeficiente de resistencia como valor constante cuando el número de Reynolds es mayor de 1000.[3] Para cuerpos lisos, como un cilindro circular, el coeficiente de resistencia puede variar significativamente hasta que el número de Reynolds es de hasta 107 (diez millones).

## Discusión
La ecuación es más fácil de entender para la situación idealizada en la que todo el fluido incide en el área de referencia y se detiene por completo, acumulando una presión de estancamiento en toda el área. Ningún objeto real corresponde exactamente a este comportamiento. CD es la relación de resistencia de cualquier objeto real con el del objeto ideal. En la práctica, un cuerpo bruto no aerodinámico (un cuerpo de una farola) tendrá un CD alrededor de 1, más o menos. Los objetos más lisos pueden tener valores de CD mucho más bajos. La ecuación es precisa: simplemente proporciona la definición de CD (coeficiente de resistencia), que varía con el número de Reynolds y se encuentra por experimento.
De particular importancia es la dependencia de {\displaystyle u^{2}} de la velocidad del flujo, lo que significa que la resistencia del fluido aumenta con el cuadrado de la velocidad del flujo. Cuando la velocidad del flujo se duplica, por ejemplo, no sólo el fluido roza con el doble de la velocidad del flujo sino que el doble de la masa del fluido lo golpea por segundo. Por lo tanto, el cambio de velocidad por segundo se multiplica por cuatro. La fuerza es equivalente al cambio de velocidad dividido por el tiempo. Esto contrasta con la fricción «sólido sobre sólido», que generalmente tiene muy poca dependencia de la velocidad de flujo.

## Relación con la presión dinámica
La fuerza de resistencia también se puede expresar mediante la siguiente fórmula:
{\displaystyle F_{D}\propto P_{d}A}
donde Pd es la presión ejercida por el fluido en el área A. Aquí la presión Pd  se denomina presión dinámica debido a la energía cinética del fluido que experimenta una velocidad de flujo relativa u. También se define de forma similar a la ecuación de energía cinética:
{\displaystyle P_{d}={\frac {1}{2}}\rho u^{2}}

## Derivación
La ecuación de resistencia puede derivarse por medio de  una función de las variables que intervienen mediante el método de análisis dimensional. Si un fluido en movimiento se encuentra con un objeto, ejerce una fuerza sobre él. Supongamos que las variables involucradas, antes mencionadas, bajo ciertas condiciones, son:
- velocidad u,
- densidad del fluido ρ,
- viscosidad cinemática ν del fluido,
- tamaño del objeto, expresado en términos de su área frontal A, y
- la fuerza de resistencia FD.

Usando el algoritmo del teorema π de Vaschy-Buckingham, estas cinco variables se pueden reducir a dos parámetros adimensionales:
- Coeficiente de resistencia CD and
- Número de Reynolds Re.

mediante la manipulación directa de las variables.
Esto se hace evidente cuando la fuerza de resistencia FD se expresa como parte de una función de las otras variables del problema:
{\displaystyle f_{a}(F_{D},\,u,\,A,\,\rho ,\,\nu )\,=\,0.\,}
Esta forma de expresión bastante extraña se utiliza porque no asume una relación de uno a uno.  Aquí, fa es una función (aún desconocida) de cinco variables. Ahora bien, el lado derecho es cero en cualquier sistema de unidades; por lo tanto, debería ser posible expresar la relación descrita por fa en términos de sólo grupos adimensionales.
Hay muchas maneras de combinar las cinco variables de "fa" para formar grupos adimensionales, pero el Teorema π de Vaschy-Buckingham establece que habrá dos de esos grupos.  Los más apropiados son el número de Reynolds, dado por
{\displaystyle \mathrm {Re} \,=\,{\frac {u\,{\sqrt {A}}}{\nu }}}
y el coeficiente de resistencia, dado por
{\displaystyle C_{D}\,=\,{\frac {F_{D}}{{\frac {1}{2}}\,\rho \,A\,u^{2}}}.}
Así, la función de cinco variables puede ser sustituida por otra función de sólo dos variables:
{\displaystyle f_{b}\left({\frac {F_{D}}{{\frac {1}{2}}\,\rho \,A\,u^{2}}},\,{\frac {u\,{\sqrt {A}}}{\nu }}\right)\,=\,0.}
donde fb es función de solamente dos variable.
Debido a que la única incógnita en la ecuación anterior es la fuerza de resistencia FD, es posible expresarla como
{\displaystyle {\frac {F_{D}}{{\frac {1}{2}}\,\rho \,A\,u^{2}}}\,=\,f_{c}\left({\frac {u\,{\sqrt {A}}}{\nu }}\right)}
o bien
{\displaystyle F_{D}\,=\,{\tfrac {1}{2}}\,\rho \,A\,u^{2}\,f_{c}(R_{e}),\,}     siendo     {\displaystyle C_{D}\,=\,f_{c}(R_{e}).}

Por lo tanto, la fuerza es simplemente ½ ρ A u2 veces alguna de la función fc, aún desconocida, del número de Reynolds Re'; un sistema considerablemente más simple que la función original de cinco incógnitas dada al comienzo.
De esta forma, el análisis dimensional hace que un problema muy complejo como es el de tratar de determinar el comportamiento de una función de cinco variables, sea mucho más simple: la determinación de la resistencia en función de una sola variable, el número de Reynolds.
El análisis también da otra información de forma gratuita, por así decirlo.  El análisis muestra que, ceteris paribus, la fuerza de resistencia será proporcional a la densidad del fluido.  Este tipo de información a menudo resulta ser extremadamente valiosa, especialmente en las primeras etapas de un proyecto de investigación.

## Métodos experimentales
Para determinar empíricamente la dependencia del número de Reynolds, en lugar de experimentar en cuerpos enormes con fluidos de flujo rápido, como aviones de tamaño real en los túneles de viento, se puede experimentar en modelos pequeños con una mayor viscosidad y velocidad de flujo, ya que estos dos sistemas son similares.